# Snettisham-Horte

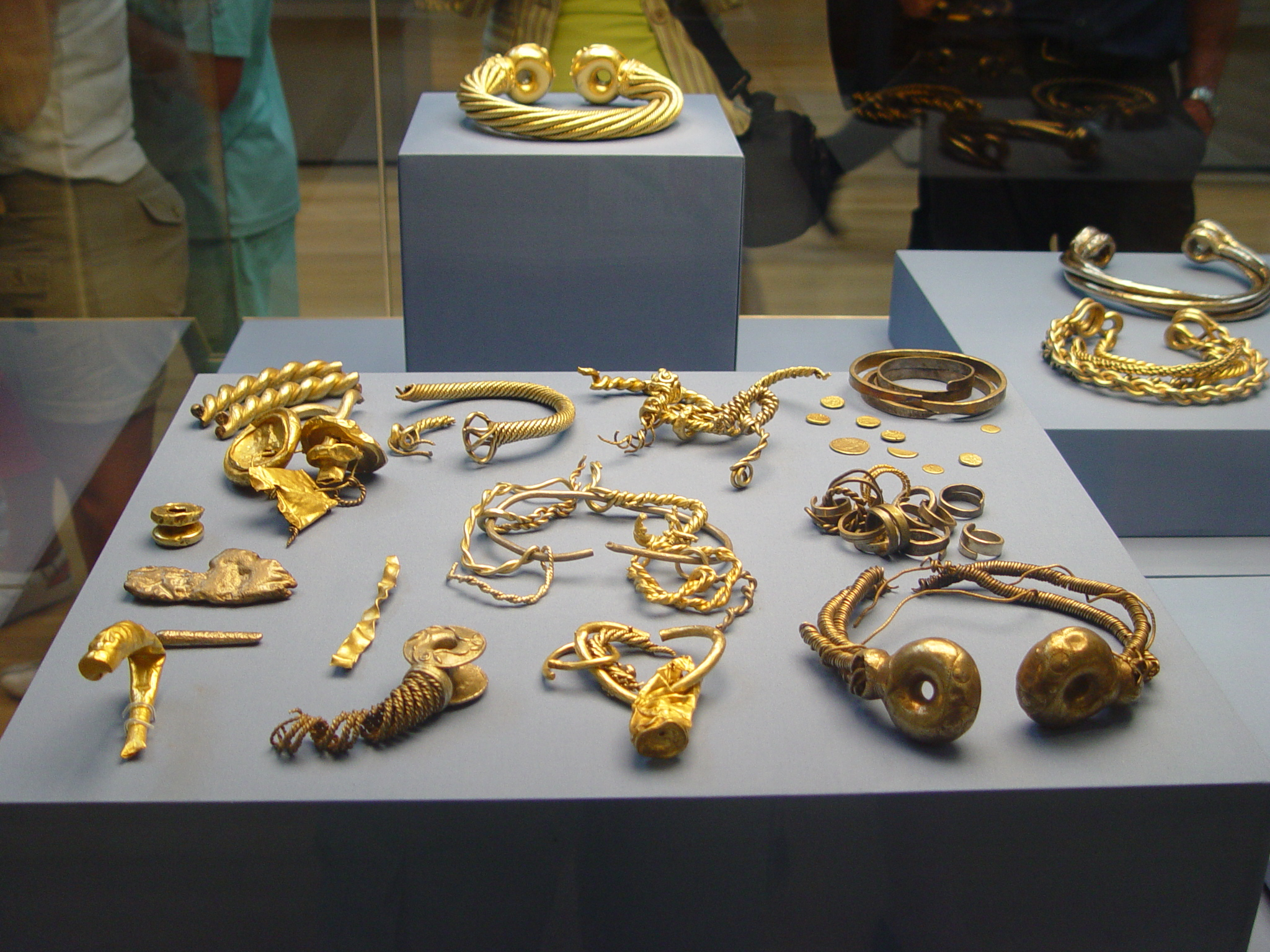
Snettisham Hort aus der Eisenzeit etwa 75 v. Chr., jetzt im British Museum

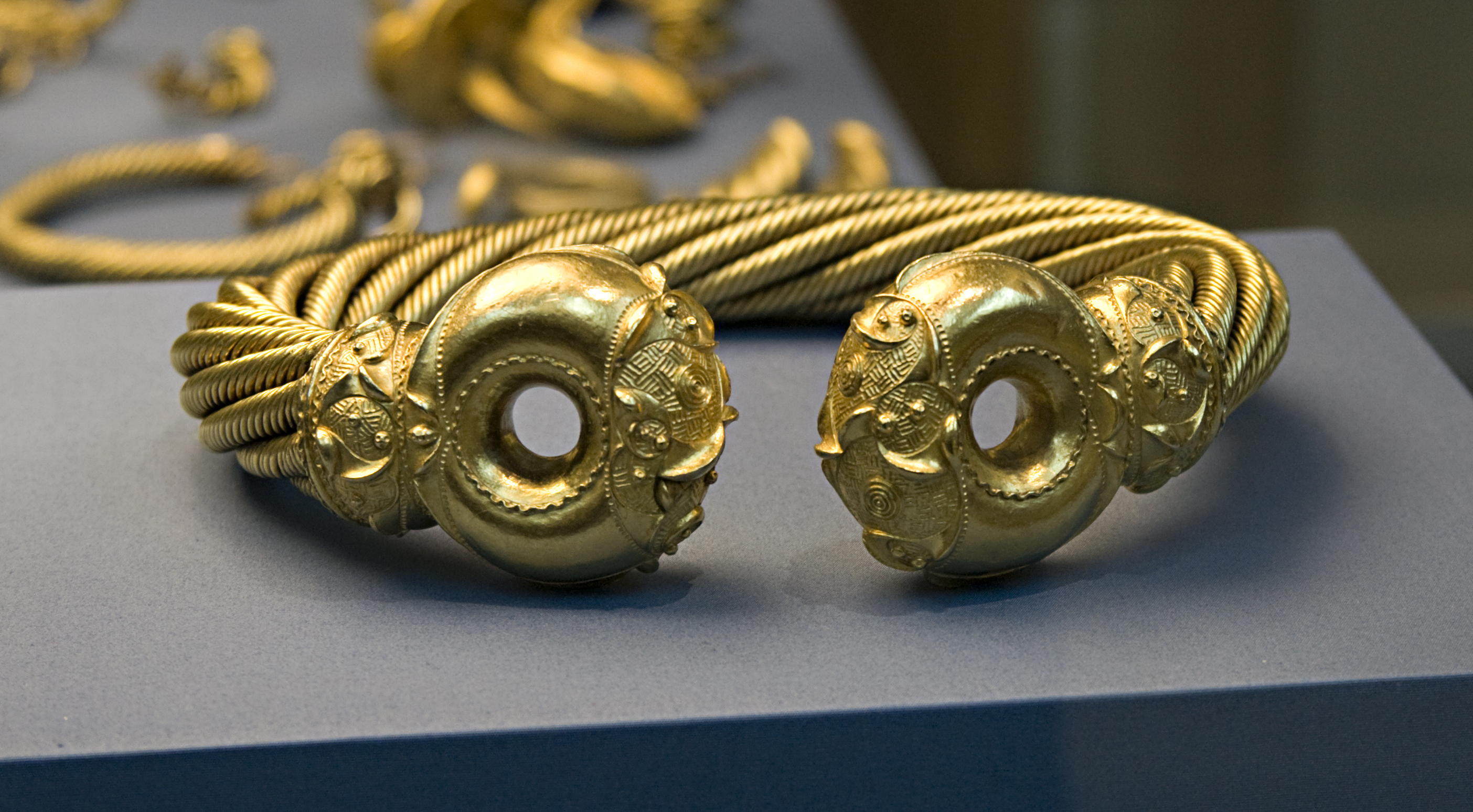
Großer Torque des Snettisham Hoard

Die Späteisenzeitlichen Snettisham-Horte stammen aus Snettisham im Nordwesten der Grafschaft (county) Norfolk im Südosten Englands. Der „Große Torque von Snettisham“ (Great Torc from Snettisham) gehört – neben dem im Jahr 2005 bei der mittelenglischen Stadt Newark-on-Trent entdeckten Newark-Torques – zu den bedeutendsten keltischen Fundstücken überhaupt. Er könnte zum Besitz eines Königs/Herrschers des Volksstammes der Icener gehört haben.

## Geschichte
Die ersten drei Horte (A–C) wurden im Jahr 1948 beim Pflügen eines Lavendelfeldes entdeckt und von Rainbird Clarke (geb. 1914) im Museum Norfolk untersucht. Zwei Jahre später kamen beim Pflügen die Horte D und E zu Tage. 1989 wurde Hort F (587 Gegenstände) durch einen (legalen) Sondengänger aufgedeckt. Das Gelände wurde vom British Museum untersucht, wobei Horte G–K entdeckt wurden. Sie enthielten vor allem Torques, aber auch andere Gegenstände aus Edelmetall.
Ein weiterer Schatzfund aus Snettisham, der vorwiegend Schmuckstücke, Edelsteine und Münzen enthielt (Snettisham Jeweller’s Hoard), wird in die Zeit um 155 n. Chr. datiert.
Vergleichbare Hortfunde stammen aus Bawsey, Ipswich und Sedgeford.

## Aufbewahrung
Die Funde aus Snettisham werden im Norfolk County Museum und im British Museum in London aufbewahrt und teilweise auch gezeigt.